# Bâche (textile)
Pour les articles homonymes, voir Bâche.

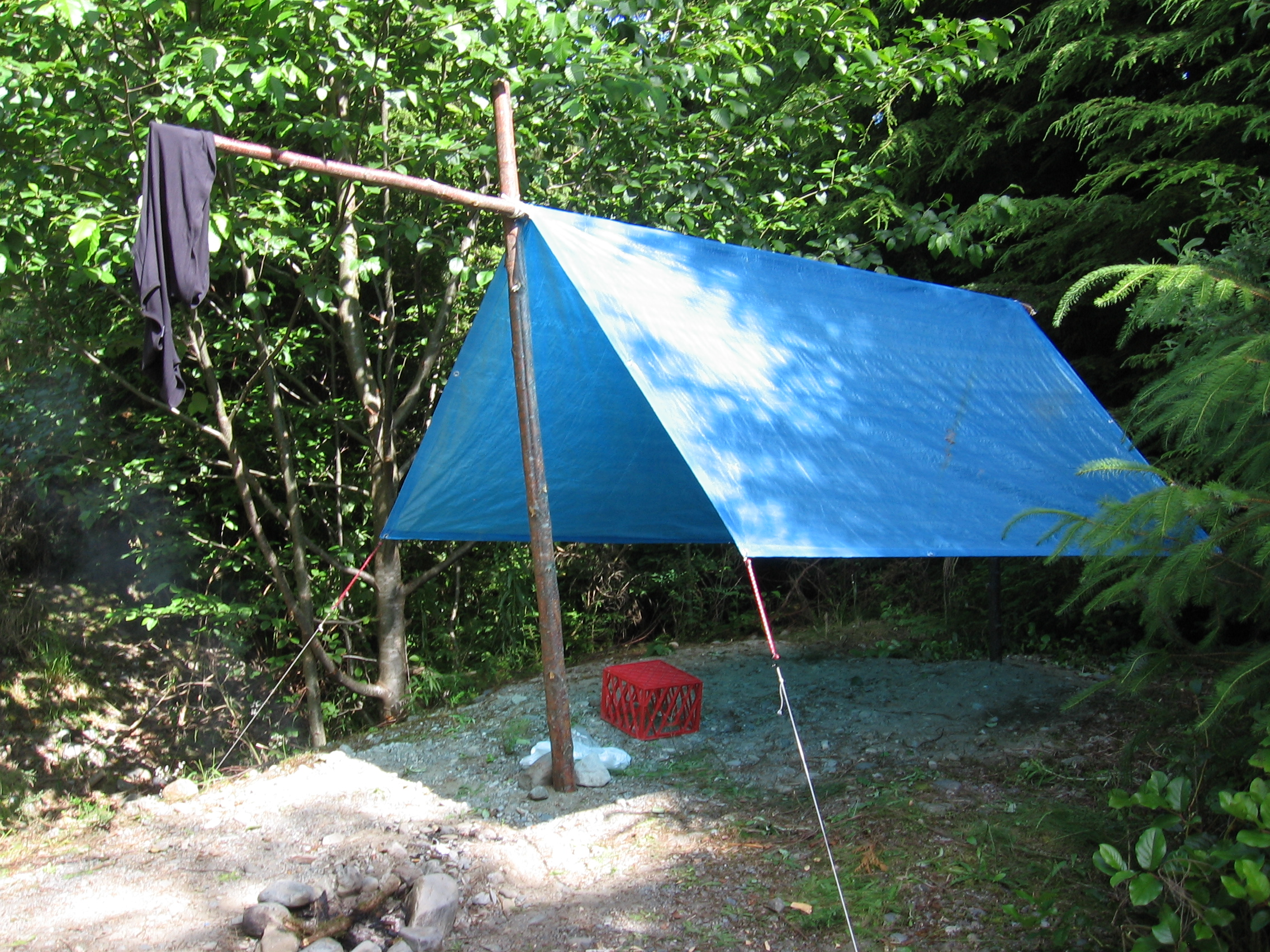
Tente improvisée utilisant une bâche (polytarp).

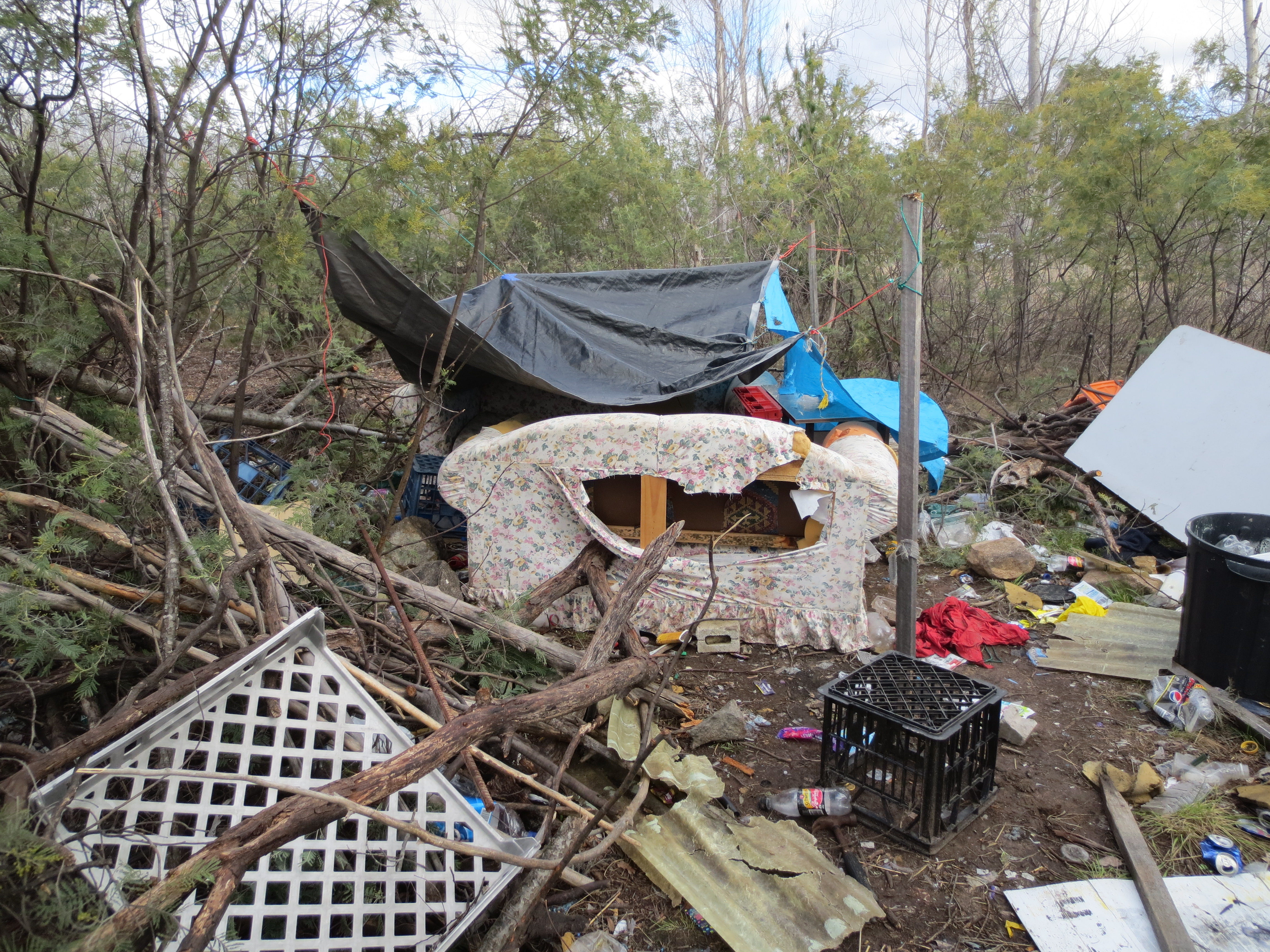
Abri abandonné sans-abris utilisant une bâche en plastique.

Une bâche est une grande feuille de matériau solide, flexible, résistant à l'eau ou imperméable, souvent en tissu tel que grosse toile (canevas) ou en polyester revêtu de polyuréthane, ou en matière plastique telle que le polyéthylène. Les bâches ont souvent des œillets renforcés aux coins et sur les côtés pour former des points de fixation pour une corde, ce qui leur permet d'être attachées ou suspendues. 
Les bâches modernes peu coûteuses sont en polyéthylène tissé.

## Dénominations

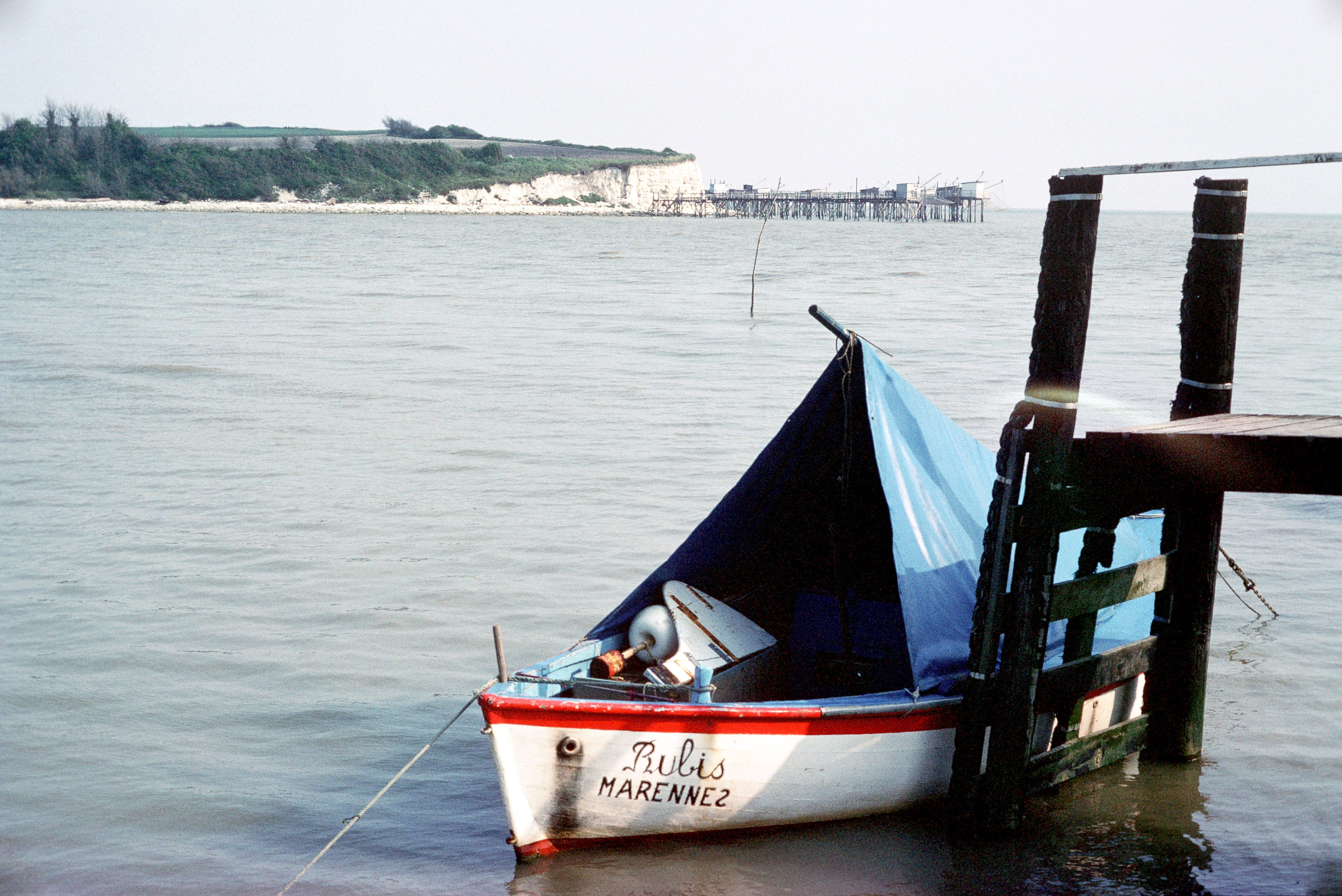
Yole de pêche Rubis avec taud.

Une toile goudronnée sur les navires, utilisée pour recouvrir les objets et les gens prend en français le nom de  « prélart », « cagnard », « taud ». Le mot anglais tarpaulin, qui donne par ailleurs le mot « tarp », est composé des mots tar pour goudron et palling, faisait référence à une toile goudronnée. Les marins enduisaient souvent leurs sur-vêtements de la même manière et par association – tarpaulin raccourci en « tar  –, les marins anglais sont devenus les « Jack Tars ». Aujourd'hui en anglais le polyéthylène est tellement associé aux bâches qu’il est devenu habituel dans certains milieux de le nommer « polytarp ». Dans certains endroits, comme l’Australie , et en argot militaire, une bâche peut être qualifiée de hootch.

## Utilisations

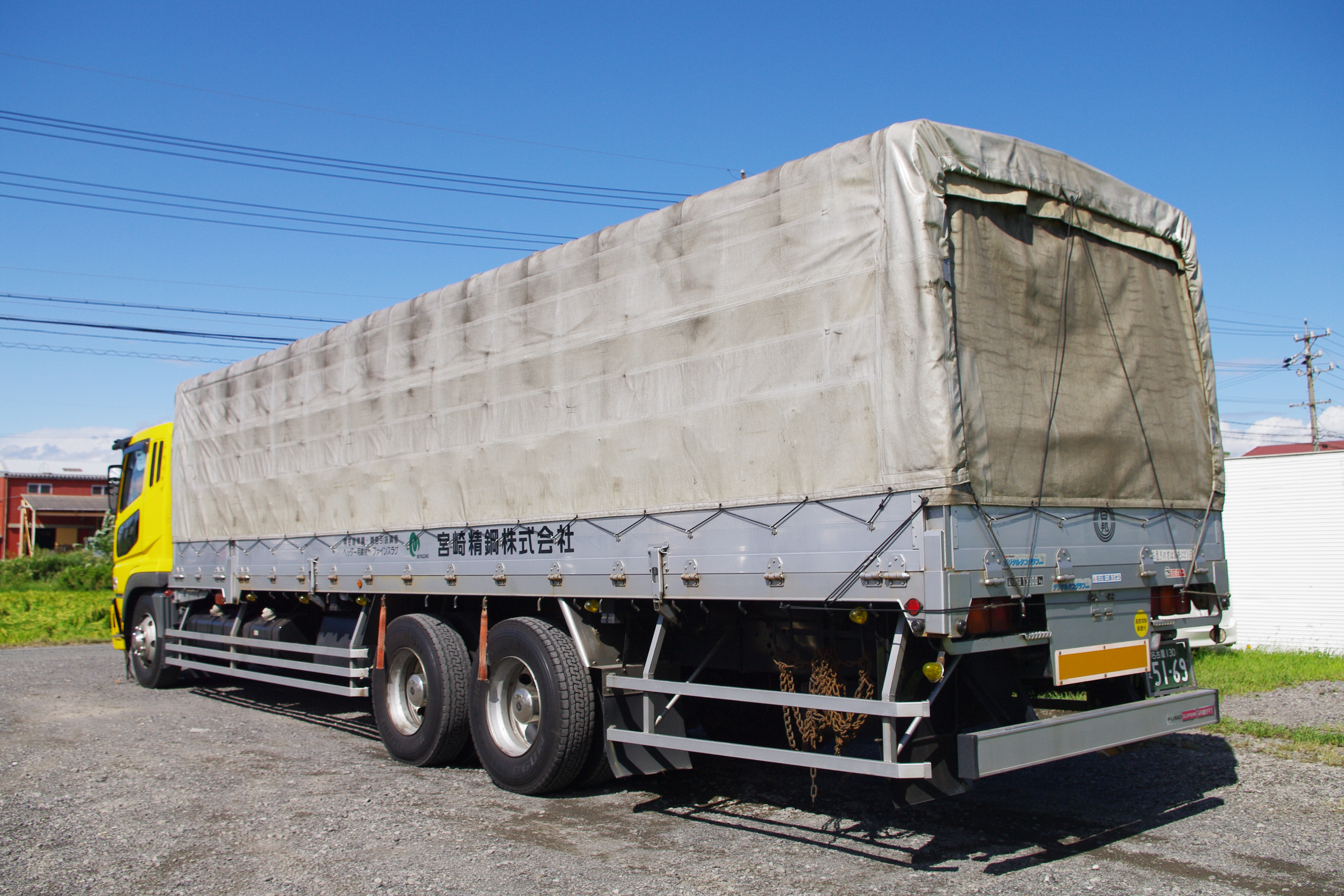
Mitsubishi Fuso Super Great Truck avec bâche pour couvrir le fret.

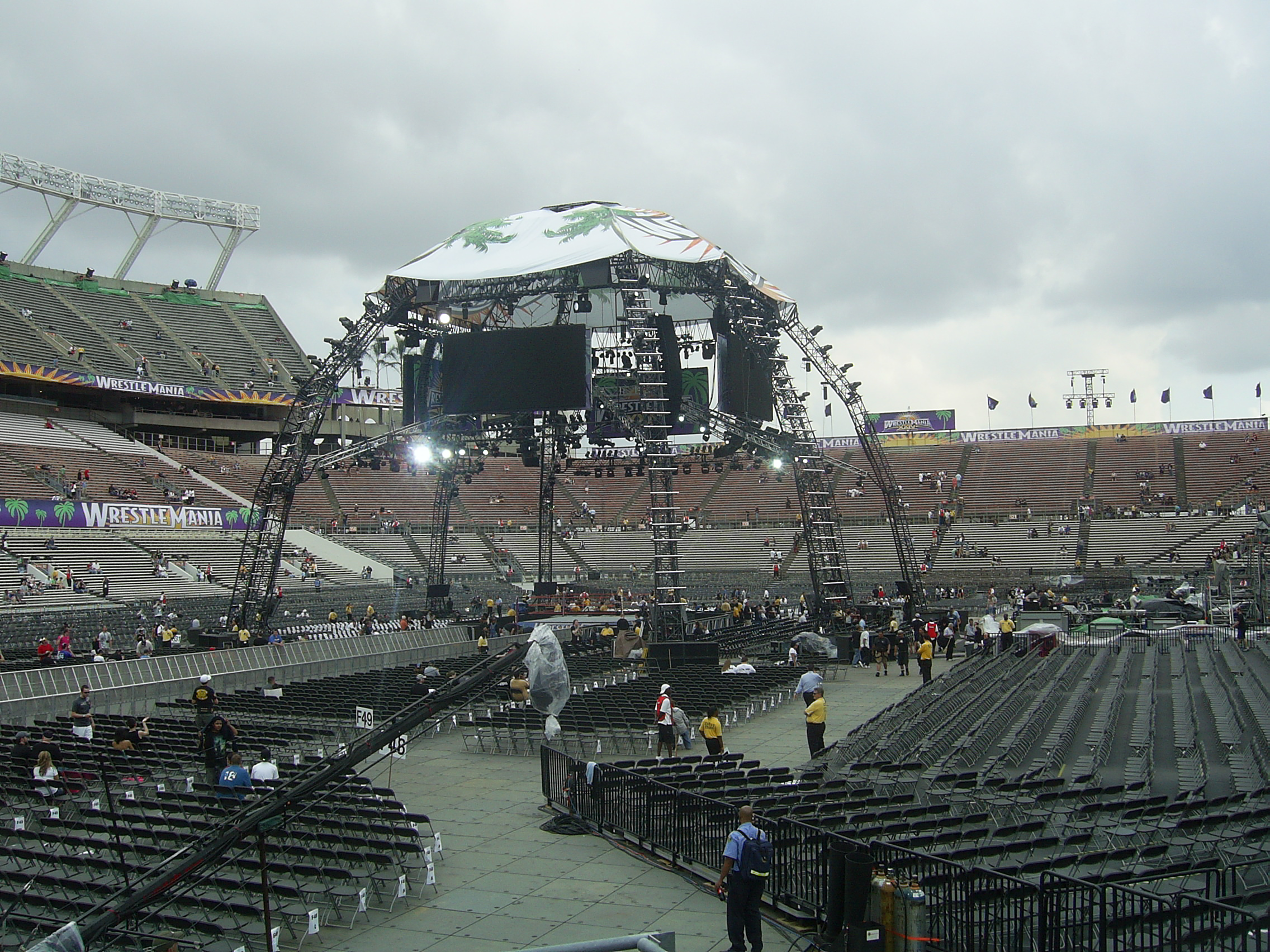
WrestleMania XXIV (2008) utilise une bâche pour empêcher la pluie de tomber sur les interprètes et le matériel de scène.

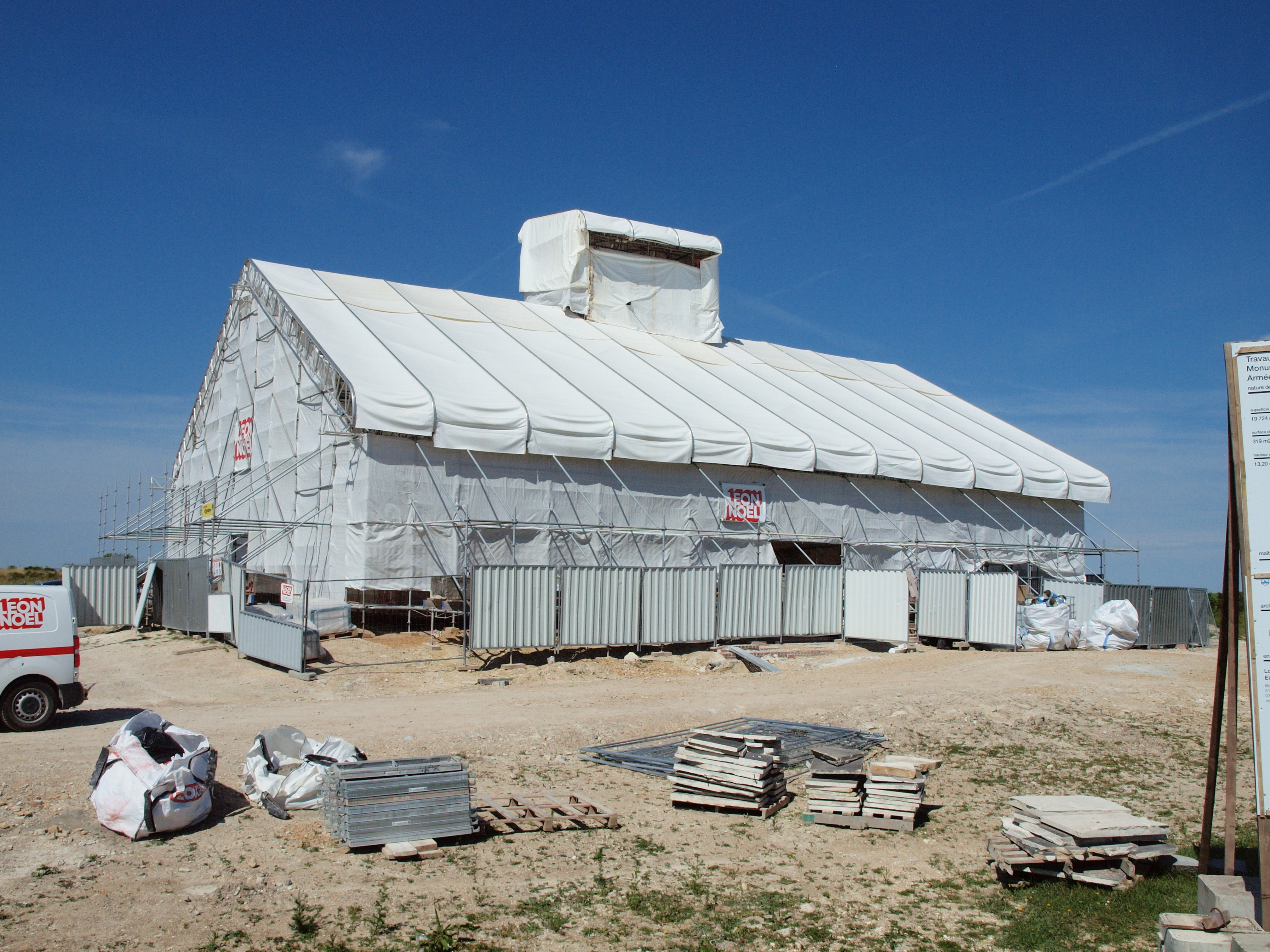
Construction en bâches pour abriter un édifice lors de sa réfection.

Les bâches ont de multiples usages, notamment comme abri contre les éléments, vent, pluie, soleil, etc. Les bâches sont souvent utilisées pendant les processus de construction par exemple pour protéger les maçonneries des dommages causés par les intempéries. Les bâches sont également utilisées comme tente de camping, comme toile de protection pour la peinture, pour protéger le terrain intérieur d'un terrain de baseball et pour protéger des objets tels que camions, semi-remorques ou des wagons à marchandises non fermés, ainsi que les stocks de bois de chauffage. La demandes de bâches des chemins de fer de la Nouvelle-Galles du Sud étaient telles que jusqu'en 1990, ils exploitaient leur propre usine de bâches. Elle est également utilisée sur les étals de marché en plein air pour assurer une certaine protection contre les éléments naturels. Les bâches sont également utilisées pour l’impression de panneaux publicitaires. 
Une autre utilisation historique d'une bâche est de recouvrir les sièges d'un stade rarement utilisés, ceux qui sont dans un lieu surdimensionné pour un site, ou qui sont obstrués de sièges panoramiques dans un stade multifonction ou une arène intérieure polyvalente pour un sport donné.  L'ensemble du troisième pont du Oakland – Alameda County Coliseum est également recouvert d'une bâche pour les matchs de l'Athletics d'Oakland, mais sont découverts pour les matchs des Raiders d'Oakland, tandis que des parties du pont supérieur du CenturyLink Field à Seattle sont recouvertes d'images du blason des Sounders FC de Seattle, ou de logos de sponsors dans des jeux qui ne nécessitent pas l’utilisation de ces sièges.
Les bâches perforées sont généralement utilisées pour la publicité de moyenne à grande taille ou pour la protection des échafaudages. L'objectif des perforations (de 20 % à 70 %) est de réduire la vulnérabilité au vent. 
Les bâches en polyéthylène se sont également révélées être un matériau apprécié lorsqu'un tissu peu coûteux et résistant à l'eau est nécessaire. De nombreux constructeurs amateurs de voiliers en contreplaqué se tournent vers les bâches en polyéthylène pour la fabrication de leurs voiles, car elles sont peu coûteuses et faciles à travailler. Avec le type de ruban adhésif approprié, il est possible de fabriquer une voile utilisable pour un petit bateau sans couture. 

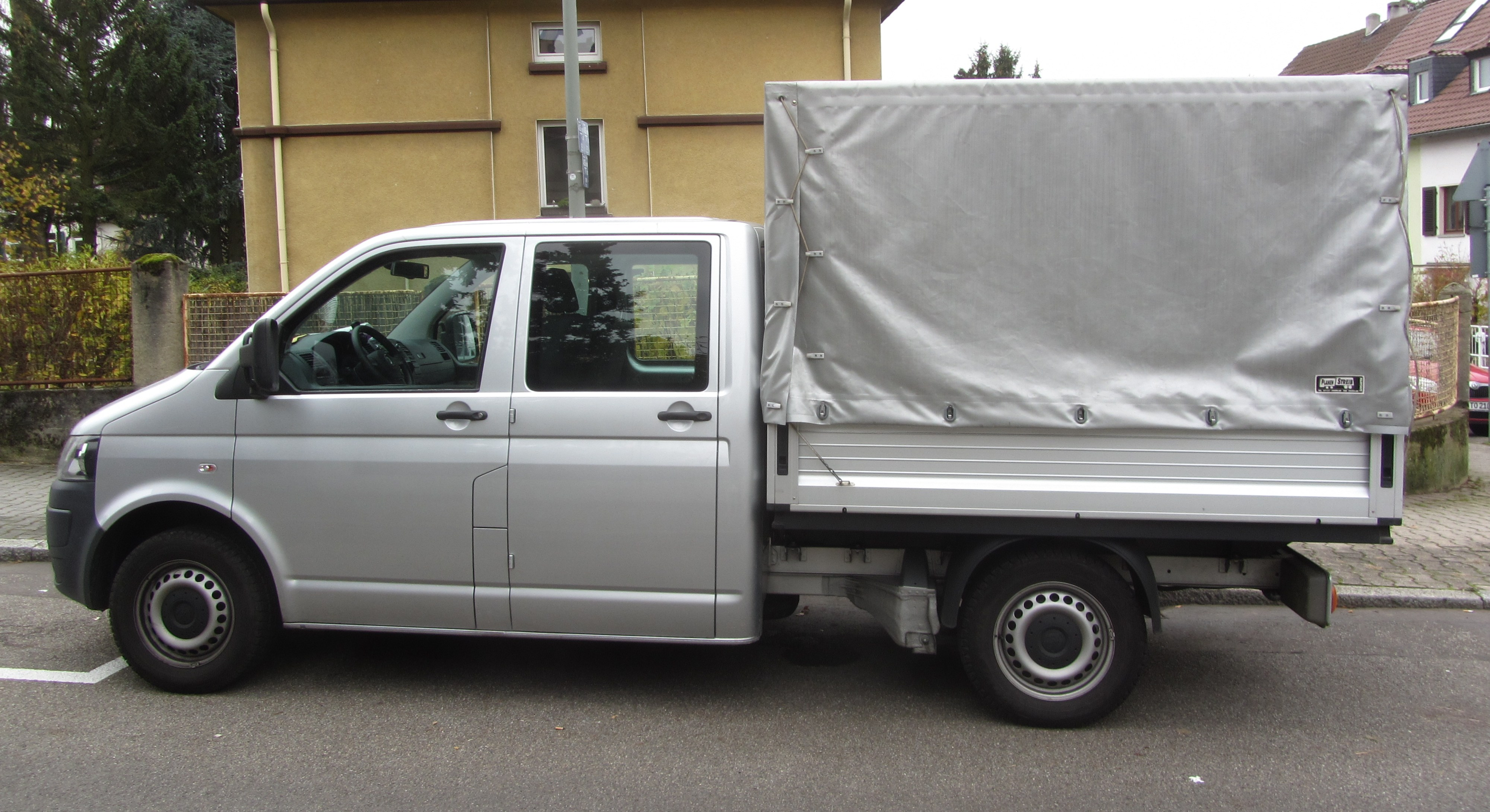
Camion avec bâche pour couvrir le fret.

Les bâches en plastique sont parfois utilisées comme matériau de construction dans les communautés nord-américaines autochtones.  Les tipis fabriqués avec des bâches sont appelés tarpees.

## Types
Les bâches peuvent être classées en fonction de divers facteurs, tels que le type de matériau (polyéthylène , toile lourde, vinyle, etc.), l'épaisseur ou généralisée en catégories, en anglais « regular duty », « heavy duty », « super heavy duty », etc.), et la force de la œillets (simple vs renforcée), entre autres. 
Les bâches peuvent également être classées par taille - un facteur déterminant commun pour les consommateurs lors de l'acquisition de bâches - et mesurées en largeur par longueur. La taille réelle des bâches est généralement inférieure de trois à cinq pour cent à la taille annoncée. (Ainsi, une bâche annoncée de 6,1 m × 6,1 m mesurera en réalité environ 5,8 m × 5,8 m). Parmi les autres facteurs pouvant influer sur une décision d'achat, citons la couleur (souvent elles viennent en bleu, vert, noir ou argent), le type œillet (aluminium, acier inoxydable, etc.) et de distance entre œillets (entre 460 mm et 1,5 m). Le nombre de tissages, une mesure de la résistance de la bâche, varie souvent entre 8 et 12 par pouce carré et plus le nombre est élevé, plus sa résistance à la déchirure est élevée. Les bâches peuvent aussi être lavables ou non, imperméables ou non, et résistantes à la moisissure ou non. La flexibilité de la bâche fait référence à sa capacité à rester pliable pendant les mois d'hiver les plus froids ; certaines bâches offrent plus de flexibilité que d'autres par temps froid. Certains fabricants annoncent également que leurs bâches sont "imputrescibles", mais il peut s’agir davantage d’une mesure subjective qu'objective.

### Type de matériel

#### Polyéthylène
Une bâche en polyéthylène (en anglais polytarp) n’est pas un tissu traditionnel, mais plutôt un stratifié de matériaux tissés et en feuilles. Le centre est tissé de manière lâche à partir de bandes de plastique en polyéthylène, avec des feuilles du même matériau collées à la surface. Cela crée un matériau semblable à un tissu qui résiste à l’étirement dans toutes les directions et qui est imperméable. Les feuilles peuvent être en polyéthylène basse densité (PEBD) ou Polyéthylène haute densité (PEHD).  Lorsqu'elles sont traitées contre les rayons ultraviolets, ces bâches peuvent durer des années exposées aux éléments, mais les matériaux non traités aux UV deviennent rapidement fragiles et perdent leur résistance mécanique et leur résistance à l'eau lorsqu'ils sont exposés au soleil.

#### Toile
Les bâches en toile lourde (canvas) ne sont pas 100 % imperméables, bien que résistantes à l'eau.  Ainsi, bien qu’un peu d’eau pendant une courte période ne les affecte pas, quand il y a de l’eau stagnante sur des bâches en toile ou lorsque l’eau ne peut pas s'écouler rapidement des bâches en toile, l’eau stagnante s’égoutte à travers ce type de bâche. 

#### Vinyle
Les bâches en polychlorure de vinyle (« vinyle ») sont de qualité industrielle et destinées à un usage intensif. Elles sont conçues avec un enduit en vinyle jaune à 340 g/m2. Cela les rend imperméables et d'une résistance élevée à l'abrasion et à la déchirure. Elles résistent à l'huile, à l'acide, aux graisses et à la moisissure. La bâche en vinyle est idéale pour l'agriculture, la construction, l'industrie, les camions, la barrière anti-inondation et la réparation temporaire des toitures.

#### Silnylon
Les tentes de bâche peuvent être faites de silnylon .

#### Bois
Dans le domaine skiable du  (de) dans les Alpes de Stubai, le glacier est recouvert en été avec des bâches biodégradables fabriquées à partir de bois qui ne relâchent pas de microplastiques dans la nature et qui permettent de ralentir la fonte des glaces en gagnant 4 mètres de hauteur. Le coût de ce procédé est de 5 euros au mètre carré.

### Code couleur des États-Unis
Pendant des années, les fabricants ont utilisé un code de couleur pour indiquer le grade des bâches, mais tous les fabricants ne suivent pas cette méthode traditionnelle de classement. En suivant ce système de couleur, le bleu indique une bâche légère et présente généralement un nombre de tissages de 8 × 8 et une épaisseur de 0,13 à 0,15 mm. L'argent est une bâche à usage intensif et a généralement un nombre de tissages de 14 × 14 et une épaisseur de 0,28 à 0,30 mm).
Certaines des couleurs les plus courantes dans ce schéma sont : 
| Coleur       | Nom                   | Épaisseur    |
| ------------ | --------------------- | ------------ |
| Bleu         | light-duty tarp       | 0,13–0,15 mm |
| Jaune/Orange | medium-duty tarp      | 0,18–0,20 mm |
| Vert         | medium-duty tarp      | 0,23–0,25 mm |
| Argent       | heavy-duty tarp       | 0,28–0,30 mm |
| Brun         | super-heavy-duty tarp | 0,41 mm      |